# General des Seewesens der Luftwaffe
General des Seewesens der Luftwaffe, korrekt General des Seewesens der Lw. (Inspizient des See- und Seenotdienstes) war eine Dienststelle innerhalb der deutschen Luftwaffe bis 1945.
Sie war im Oberkommando der Luftwaffe (OKL) angesiedelt und entstand am 29. August 1944 im Zuge einer Organisationsänderung aus der Inspektion des Seenotdienstes (L. In. 16, ab Mitte Juli 1940). Einziger bekannter Offizier in dieser Dienststellung war Generalleutnant Hans Armin Czech (bis 4. Mai 1945)